# Chvaleč
Obec Chvaleč (německy Qualisch) se nachází v okrese Trutnov, kraj Královéhradecký, na okraji Broumovského výběžku, 10 km severovýchodně od Trutnova. Skládá se z místních částí Chvaleč a Petříkovice. Obcí protéká Chvalečský potok; prochází tudy železniční trať Trutnov – Teplice nad Metují a silnice II/301. Žije zde 628 obyvatel.  Na místním koupališti se každoročně koná Chvalečská hudební noc.

## Historie
První písemná zmínka o obci pochází z roku 1329. Podle pověsti se zde žilo již kolem roku 1000.

## Pamětihodnosti
- Hřbitovní kostel svatého Jakuba Většího
- Severní části obce prochází Křížová stezka, která vede podle silnice a spojuje obec s Adršpachem

## Části obce
- Chvaleč
- Petříkovice